# Нови Јичин
Нови Јичин (чеш. Nový Jičín) град је у Чешкој Републици, у оквиру историјске покрајине Шлеске. Нови Јичин је град који припада управној јединици Моравско-Шлески крај, у оквиру којег је седиште истоименог округа Нови Јичин.

## Географија
Нови Јичин се налази у источном делу Чешке републике. Град је удаљен 350 км источно од главног града Прага, а од првог већег града, Остраве, 40 км јужно.
Нови Јичин се налази у историјској покрајини Моравској. Град лежи у великој долини северне Моравске, окруженој побрђем, док се на истоку издижу западни огранци Карпата. Надморска висина града је око 280 м.

## Историја
Подручје Новог Јичина било је насељено још у доба праисторије. Насеље под данашњим називом први пут се у писаним документима спомиње у 1313. године Нови Јичин је ускоро добио градска права. У средњем веку се подиже старо градско језгро, које је очувано до данас.
1919. године Нови Јичин је постао део новоосноване Чехословачке. Међутим, део месног становништва су били Немци, који се нису лако мирили са одвојеношћу од матице. Стога је 1938. године Нови Јичин оцепљен од Чехословачке и припојено Немачкој, у склопу издвајања Судетских области. После Другог светског рата град је поново враћен Чехословачкој, а месни Немци су присилно исељени у матицу. У време комунизма град је нагло индустријализован. После осамостаљења Чешке дошло је до опадања активности тешке индустрије и до проблема са преструктурирањем привреде.

## Становништво
Нови Јичин данас има око 27.000 становника и последњих година број становника у граду стагнира. Поред Чеха у граду живе и Словаци и Роми.

## Партнерски градови
- Герлиц
- Новелара (Ређо Емилија)
- Лудвигсбург
- Свјентохловице
- Кремњица
- Епинал
- Венисје

## Галерија
- Стари градско језгро ноћу
- Жеротински замак
- "Дом у јелена“
- Стара пошта